# Gauthier Gallon
Gauthier Gallon (Nizza, 23 aprile 1993) è un calciatore francese, portiere del Rennes.

## Statistiche

### Presenze e reti nei club
Statistiche aggiornate al 22 dicembre 2024.
| Stagione        | Squadra         | Campionato      | Campionato | Campionato | Coppe nazionali | Coppe nazionali | Coppe nazionali | Coppe continentali | Coppe continentali | Coppe continentali | Altre coppe | Altre coppe | Altre coppe | Totale | Totale |
| Stagione        | Squadra         | Comp            | Pres       | Reti       | Comp            | Pres            | Reti            | Comp               | Pres               | Reti               | Comp        | Pres        | Reti        | Pres   | Reti   |
| --------------- | --------------- | --------------- | ---------- | ---------- | --------------- | --------------- | --------------- | ------------------ | ------------------ | ------------------ | ----------- | ----------- | ----------- | ------ | ------ |
| 2014-2015       | Nîmes           | L2              | 1          | -1         | CF+CdL          | 3+0             | -3 + 0          | -                  | -                  | -                  | -           | -           | -           | 4      | -4     |
| 2015-2016       | Nîmes           | L2              | 3          | -3         | CF+CdL          | 2+1             | -1 + -1         | -                  | -                  | -                  | -           | -           | -           | 6      | -5     |
| 2016-2017       | Nîmes           | L2              | 14         | -18        | CF+CdL          | 0+1             | 0 + -1          | -                  | -                  | -                  | -           | -           | -           | 15     | -19    |
| Totale Nîmes    | Totale Nîmes    | Totale Nîmes    | 18         | -22        |                 | 7               | -6              |                    | -                  | -                  |             | -           | -           | 25     | -28    |
| 2017-2018       | Orléans         | L2              | 29         | -47        | CF+CdL          | 0+0             | 0 + 0           | -                  | -                  | -                  | -           | -           | -           | 29     | -47    |
| 2018-2019       | Orléans         | L2              | 37         | -52        | CF+CdL          | 0+0             | 0 + 0           | -                  | -                  | -                  | -           | -           | -           | 37     | -52    |
| Totale Orléans  | Totale Orléans  | Totale Orléans  | 66         | -99        |                 | 0               | 0               |                    | -                  | -                  |             | -           | -           | 66     | -99    |
| 2019-2020       | Troyes          | L2              | 28         | -25        | CF+CdL          | 0+0             | 0 + 0           | -                  | -                  | -                  | -           | -           | -           | 28     | -25    |
| 2020-2021       | Troyes          | L2              | 35         | -33        | CF              | 0               | 0               | -                  | -                  | -                  | -           | -           | -           | 35     | -33    |
| 2021-2022       | Troyes          | L1              | 31         | -45        | CF              | 0               | 0               | -                  | -                  | -                  | -           | -           | -           | 31     | -45    |
| 2022-2023       | Troyes          | L1              | 30         | -65        | CF              | 0               | 0               | -                  | -                  | -                  | -           | -           | -           | 30     | -65    |
| Totale Troyes   | Totale Troyes   | Totale Troyes   | 124        | -168       |                 | 0               | 0               |                    | -                  | -                  |             | -           | -           | 124    | -168   |
| 2023-2024       | Rennes          | L1              | 0          | 0          | CF              | 4               | -3              | UEL                | 1                  | -1                 | -           | -           | -           | 5      | -4     |
| 2024-2025       | Rennes          | L1              | 1          | 0          | CF              | 1               | -1              | -                  | -                  | -                  | -           | -           | -           | 2      | -1     |
| Totale Rennes   | Totale Rennes   | Totale Rennes   | 1          | 0          |                 | 5               | -4              |                    | 1                  | -1                 |             | -           | -           | 7      | -5     |
| Totale carriera | Totale carriera | Totale carriera | 209        | -289       |                 | 12              | -10             |                    | 1                  | -1                 | -           | -           | -           | 222    | -300   |

## Palmarès

### Club

#### Competizioni nazionali
- Campionato francese di seconda divisione: 1

Troyes: 2020-2021